# 153 Хилда
153 Хилда (енгл. 153 Hilda) је астероид. Приближан пречник астероида је 170,63 km,
а средња удаљеност астероида од Сунца износи 3,972 астрономских јединица (АЈ).
Инклинација (нагиб) орбите у односу на раван еклиптике је 7,826 степени, а орбитални период износи 2892,215 дана (7,918 година). Ексцентрицитет орбите астероида износи 0,138.
Апсолутна магнитуда астероида износи 7,48 а геометријски албедо 0,061.
Астероид је откривен 2. новембра 1875. године.